# قره‌قل (گوسفند)

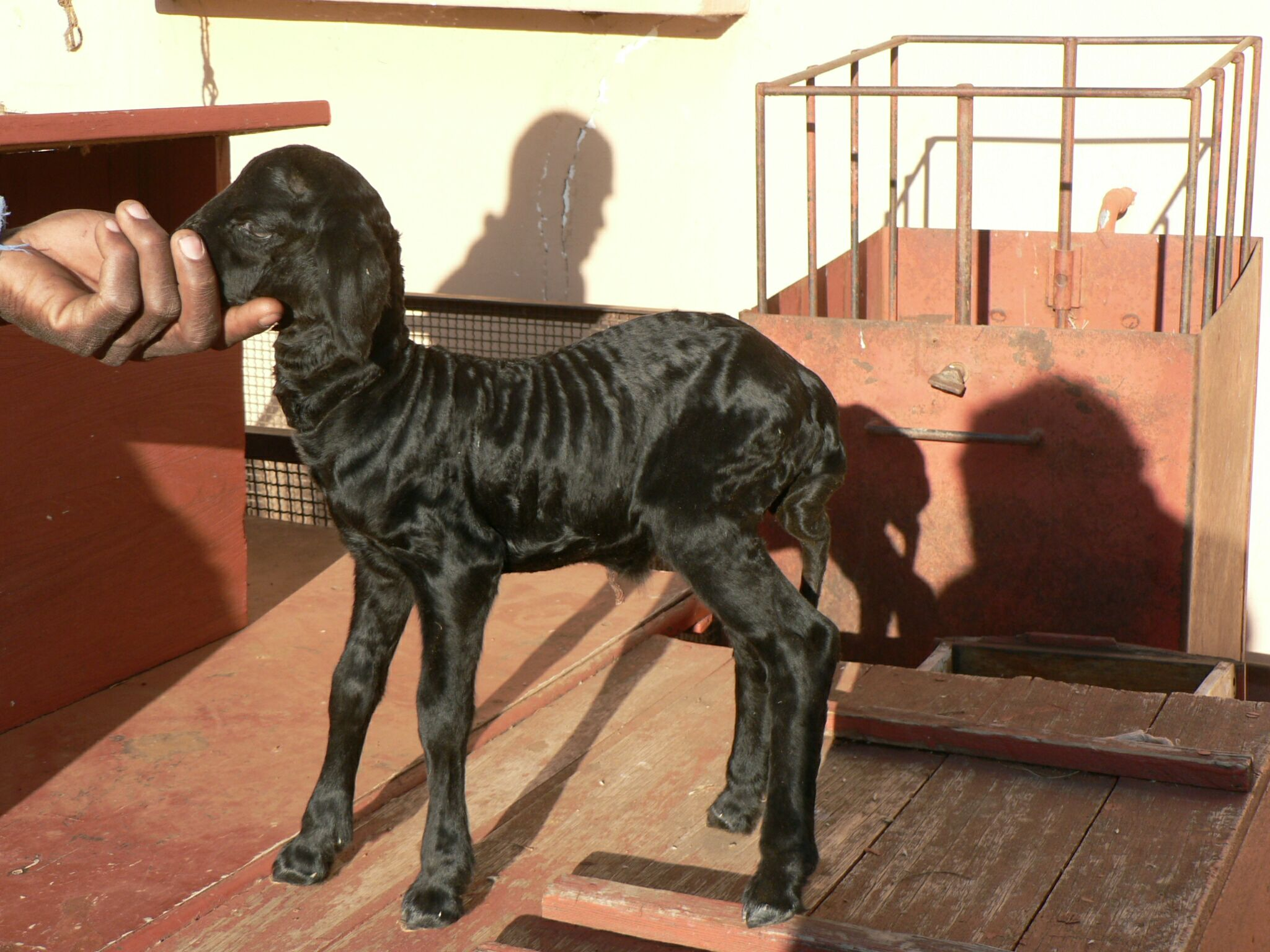
گوسفند قره‌گؤل

قره‌گؤل، یک نژاد گوسفندی که داری پوست مرغوب و به‌شکل حلقه حلقه می‌باشد. گوسفند قره‌گؤل در هوای خشک و دشت‌های کم‌آب زندگی می‌کند یعنی در شرایط گرمای ۴۵ درجه در تابستان و منفی۳۰ درجه در زمستان مقاومت دارد. از سال ۱۴۰۰ قبل از میلاد به این سو این حیوان شناخته شده‌است. در زبان ترکی «قره» به معنای سیاه و «گؤل» به معنای دریاچه است. در ولایت سرخان دریای ازبکستان شهری به نام قره‌گؤل وجود دارد که خاستگاه این نژاد می‌باشد. بعدها نیز به سایر کشورهای آسیای مرکزی، افغانستان و ایران کشانیده شده‌است. گسترش اکوزیست این حیوان به همین مناطق محدوداست. پرورش قره گؤل در کشور آفریقائی نامیبیا نیز صورت می‌گیرد.

## پشم
از پشم این حیوان کلاه پوستین، پوستینچه و بالاپوش ساخته می‌شود. این پوست پس از پسته، بزرگ‌ترین منبع درآمد افغانستان است که عمده خریداران آن انگلیس، دانمارک، فنلاند و چین هستند. از پوست قره گؤل به ۶ طریق کلاه ساخته می‌شود؛ که هرکدام نماینده فرهنگ خاستگاه خود هستند.
1. آستراخانی: در روسیه، آذربایجان ایران و ترکیه به‌شکل مدور قاق و بلند ساخته می‌شود؛ که قات نمی‌شود. از این کلاه قطعات نظامی نیز استفاده می‌نمود. روس‌ها این کلاه را «کره‌کل پهپاخ» می‌نامند.
2. کلاه تقری: در شمال افغانستان و تمام کشورهای آسیای میانه در بین اقوام ترکمن، ازبک، هزاره و تاجیک معمول است. این کلاه به شکل گرد قد کوتاه ساخته می‌شود؛ که به نام کلاه بزکشی نیز از آن یاد می‌شود.
3. کلاه قره‌گؤل: زیاده در افغانستان مروج است. سال‌ها قبل کارکنان دولت کلاه قره‌گؤلی و عوام لنگی می‌پوشیدند. فعلاً صرف در میان عوام وجود دارد. در مرکز شهر کابل بازاری است مملو از چندین دکان که صرف کلاه و بالاپوش قره گؤل می‌دوزند و به نام کلاه دوزان یاد می‌شود. در زمان طالبان پوشیدن این کلاه ممنوع شده بود و همه باید لنگی می‌پوشیدند. بدین منظور صارات کم داشت. این نوع کلاه را فعلاً حامد کرزی رئیس‌جمهور سابق افغانستان استفاده می‌نماید.
4. قرغیزی: این کلاه به‌شکل مخروطی ساخته می‌شود. در ساختن این کلاه نیمه پوست قره‌گؤل کار می‌شود.
5. نیم دایره: در میان مردم روس استفاده دارد. مانند کلاه برژنف. این کلاه قات می‌شود.
6. شپو قره‌گؤل: در اروپا به‌شکل کلاه شپو زنانه ساخته می‌شود.

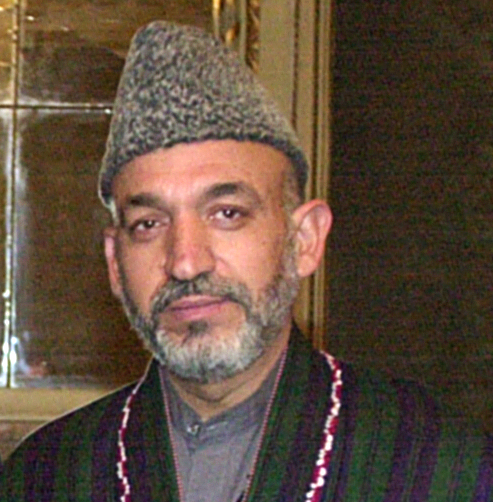
حامد کرزی رئیس جمهور پیشین افغانستان در صحنه سیاسی با کلاه قره‌گؤلی

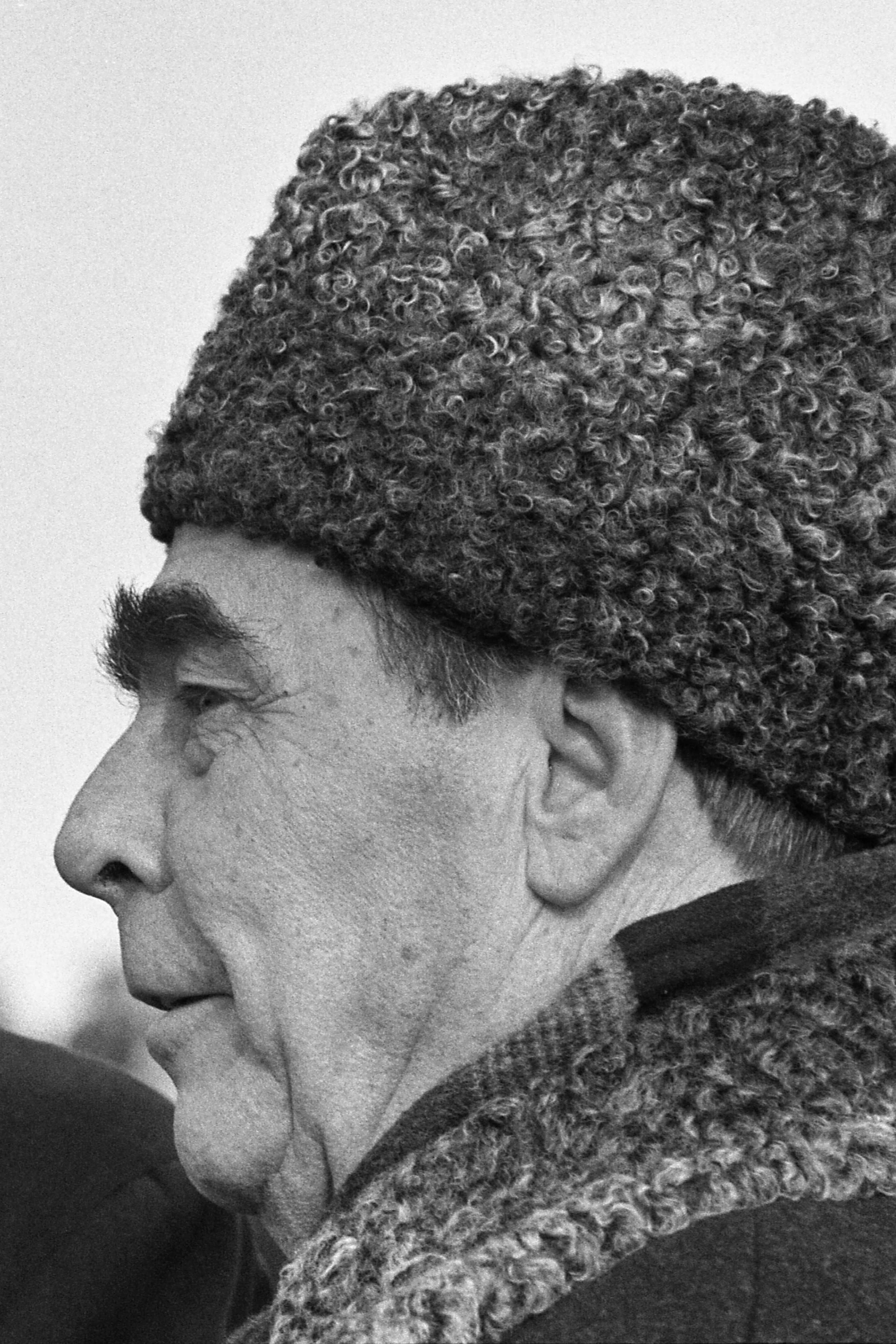
لئونید برژنف با کلاه قره‌گؤلی

## آش دادن پوست
مرحله سخت و دشوار این پوست آش‌کاری است. پس به دنیا آمدن بره نوزاد، به سرعت او را کشته و پوست آن را جدا می‌کنند تا حلقه‌های موی بره بالا نرود. هر قدر موی یا پشم چسپانیده و باز ناشده باشد به همان اندازه قیمتیتر است. در بسیاری موارد قبل از تولد مادر او را قصابی می‌کنند و بره آن را در بطن مادر از بین می‌برند تا پوست بهتری به دست آورند. سپس هر پوست را نمک یا شوره زده به مدت یک روز سربسر می‌مانند تا تارهای پشم خوب بخوابد. روز فردا پوست‌ها را در آفتاب می‌گذارند تا خشک شود. سپس مرحله آش‌کاری آغاز می‌شود. پوست را برای مدت ۱۸ تا ۲۰ روز نمک و آب جو زده در میان پوست گاو می‌پوشانند. در این مرحله پوست باید مرطوب نگه داشته شود؛ و آب جو را بخاطر نرم نگهداشتن پوست می‌پاشند تا پس از خشک شدن پوست نرم باقی بماند. سپس مرحله خرخره و تک تک شروع می‌شود. پوست را از میان پوست گاو بیرون کشیده تراش‌کاری می‌کنند و می‌شویند و در آفتاب خشک می‌کنند. سپس پوست را می‌تکانند؛ یعنی با چوپ پوست را می‌کوبند. مقصد از تکاندن بیرون کشیدن پشم‌های جداشده در روی پوست و نرم کردن پوست است. سپس قسمت‌های ناقص قیچی می‌شود. پس از قیچی مرحله سورت‌بندی آغاز می‌شود. در این مرحله شخص خیلی مجرب پوستها را مطابق نورم بین‌المللی درجه‌بندی می‌کند و در کارتن‌ها غرض صادر آماده می‌کند.

## کیفیت پوست قره‌گؤل
حلقه‌های مو یا پشم پرگل نازک محکم حلقوی و چسبیده با پوست باشد. رنگ سیاه و کبود پوست قره‌گؤل قیمت زیادی دارد نسبت به رنگ شتری و خاکستری؛ یعنی رنگ سیاه درجه اول رنگ کبود درجه دوم رنگ خاکستری درجه سوم و اشتری درجه چهارم قیمت دارد؛ ولی هرکدام ازین رنگ‌ها خود جنسیت‌های مختلف دارد که تغییر در سورت نیز وارد می‌کند. معمولاً بره‌هایی که در بطن مادرند پوست خوبی دارند. بهترین و قیمتی‌ترین پوست را «سور» می‌نامند که پشم روی پوست آن هموار است. از هر ۱۰۰۰ بره یک بره پوست سور دارد. مردم شمال افغانستان پوست قره‌گؤل را «تقر» می‌گویند. از پوستی که مرغوب نباشد برای خود کلاه گرد می‌سازند که بنام کلاه ثقری یاد می‌گردد و مردم جنوب افغانستان آن را «کلاه بزکشان» می‌گویند. در افغانستان شرکت‌های صادرکننده پوست زیادی وجود دارد. در چوکات شورای وزیران ریاست قره‌گؤل اداره کننده صادرات پوست است. در سال ۲۰۰۶ افغانستان یک میلیون پوست قره‌گؤل با سود ۵۰ میلیون دلار صادر کرد.